# Эдвардс, Генри Сазерленд
Генри Сазерленд Эдвардс (англ. Henry Sutherland Edwards; 5 сентября 1828, Хендон, Большой Лондон — 21 января 1906, Лондон) — английский писатель и журналист.

## Биография
Генри Сазерленд Эдвардс родился в 1828 году в столице Британской империи городе Лондоне. Сперва учился в родном городе, затем совершенствовал свои знания во Франции.
В 1856 году в Москве присутствовал на коронации  императора всероссийского Александра II, после чего появилась его книга «The Russians at home» (изд. 1858 и 1879). 
Вновь, по поручению газеты «Times», посетил Российскую империю для изучения процесса проведения крестьянской реформы в России и брожений в Польше. Результатом его наблюдений стал цикл статей озаглавленный «The Polish captivity» (1862). 
Генри Сазерленд Эдвардс был непосредственным свидетелем многих выдающихся событий январского польского восстания, которые изобразил в «The private history of a Polish insurrection» (1864), после того как был выслан из Варшавы и возвратился через Санкт-Петербург, Киев и Галицию в Англию. 
Во время Франко-прусской войны Эдвардс находился при штабе короля Вильгельма Первого; свои наблюдения он изложил в книге «The Germans in France» (1874 год).
Боснийско-герцеговинское восстание против Османской империи начавшееся в 1875 году в Невесинье и вскоре распространившееся по всей стране было отображено Эдвардсом в книге «The Slavonian provinces of Turkey» (1876 год).
Генри Сазерленд Эдвардс скончался в 1906 году.

## Избранная библиография
- «The Russians at home» (1858);
- «The Polish captivity» (1862);
- «History of the opera» (1882);
- «The private history of a Polish insurrection» (1864);
- «Life of Rossini» (1869);
- «The Germans in France» (1874);
- «The Slavonian provinces of Turkey» (1876);
- «The lirical drama» (1881);
- «The primadonna» (1888, 2 т.);
- «The famous first representation» (1886);
- «The Faust legend» (1886);
- «The Idols of the french stage» (1888);
- «The Russians at home and the Russians abroad» (1890),
- «The Romanoffs» (1890);
- «Old and new Paris» (1893—94);
- «Personnal recollections» (1900).

Романы:
- «The three Louisas» (1866);
- «The governor’s daughter» (1868);
- «Malvin’a» (1871);
- «The missing man» (1885);
- «What is a girl to do?» (1885);
- «The case of Rueben Malachi» (1886);
- «Dutiful Daughters» (1890).